# Magnetófono

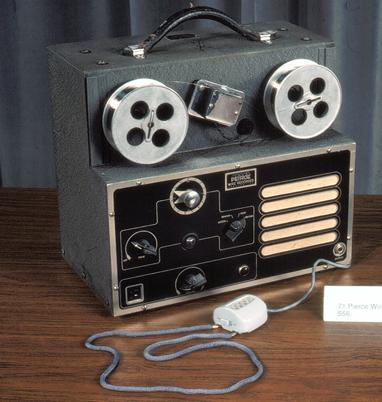
Magnetófono de alambre, fue el primer magnetófono.

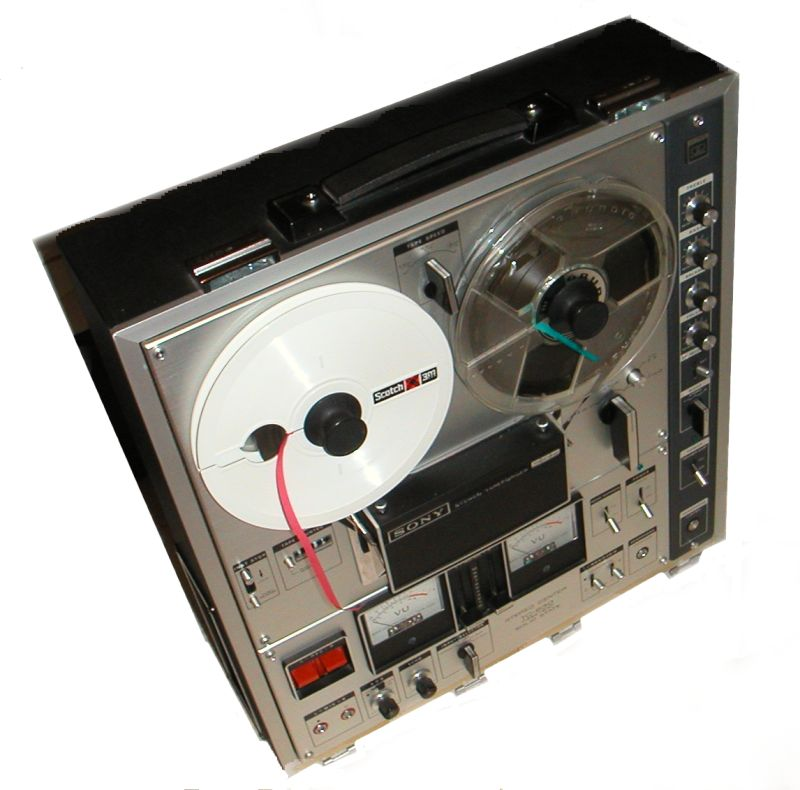
Magnetófono de bobina abierta.

Todos los equipos de grabación/reproducción magnética reciben el nombre de magnetófono o magnetofón, aunque esta nomenclatura se la haya apropiado el magnetófono de bobina abierta. 
Existen tres tipos de magnetófonos: 
- Magnetófono de bobina abierta.
- Magnetófono de casete (casete o pletina).
- Magnetófono de cartuchos (cartuchera).

El primer magnetófono se origina en Alemania en 1935. El primer magnetófono de la historia utilizaba como soporte para la grabación alambre, denominado así magnetófono de alambre o grabador de alambre.
Todos estos equipos, para ser encuadrados dentro del grupo de equipos para uso profesional, han de cumplir cuatro requisitos:
Precisión de la marchaAsegura la compatibilidad entre la velocidad de grabación y reproducción. Así una cinta grabada en un equipo diferente al que va a ser reproducida no tendrá ningún problema. Las velocidades estándares son 4’75, 9’5, 19 y 38 cm/s. De estas, la de 19 cm/s ha sido la más empleada como norma en radiodifusión, mientras que la de 38 es la que se ha venido utilizando como estándar en la industria discográfica para el registro de las tomas y para la grabación del máster o copia final para corte del disco maestro. A mayor velocidad, mayor calidad en el sonido resultante, especialmente en cuanto a respuesta en altas frecuencias y relación señal-ruido, por lo que existe incluso una velocidad superior a estas, que es la de 75 cm/s, empleada para grabaciones de elevada calidad, tales como conciertos de música clásica.
Estabilidad de la marchaVelocidad uniforme de desplazamiento de la cinta. Si esta es alterada, se produce el efecto de lloro.
Minimización de la diafoníaSe produce la diafonía cuando se lee, además de la pista correspondiente, parte del sonido de otra pista adyacente.
Asegurar la respuesta en frecuenciaAlgunos magnetófonos, por estar al final de su vida útil u otros motivos, no son capaces de grabar/reproducir todo el espectro de frecuencias. Cuando esto ocurre la cabeza correspondiente ha de ser reemplazada.